# Danemark aux Jeux olympiques d'été de 2012
Le Danemark participe aux Jeux olympiques d'été de 2012 à Londres au Royaume-Uni du 27 juillet au 12 août de cette même année, pour la 26e fois à des Jeux d'étés.

## Cérémonies d'ouverture et de clôture
Le Danemark est la 55e délégation, après la République démocratique du Congo et avant Djibouti, à entrer dans le stade olympique de Londres, au cours du défilé inaugural des nations inscrites aux compétitions, durant la cérémonie elle-même d'ouverture de ces Jeux. Le porte-drapeau de la délégation est le kayakiste Kim Wraae Knudsen.
Les délégations défilent mélangées lors de la cérémonie de clôture, à la suite du passage de l'ensemble des porte-drapeaux des nations participantes. Le drapeau danois est porté cette fois-ci par Allan Nørregaard.

## Médaillés
| Sport                   | Discipline                              | Athlète(s)                                                  | Performance   | Date       |
| Médailles d'or : 2      |                                         |                                                             |               |            |
| Aviron                  | Deux de couple poids légers hommes      | Rasmus Quist Hansen Mads Rasmussen                          | 6 min 37 s 17 | 4 août     |
| Cyclisme sur piste      | Omnium masculin                         | Lasse Norman Hansen                                         | 27 pts        | 5 août     |
| Médailles d'argent : 4  |                                         |                                                             |               |            |
| Aviron                  | Skiff femmes                            | Fie Udby Erichsen                                           | 7 min 57 s 72 | 4 août     |
| Badminton               | Double messieurs                        | Mathias Boe Carsten Mogensen                                |               | 5 août     |
| Tir                     | Skeet hommes                            | Anders Golding                                              | 146           | 31 juillet |
| Voile                   | Finn hommes                             | Jonas Høgh-Christensen                                      | 46 pts        | 5 août     |
| Médailles de bronze : 3 |                                         |                                                             |               |            |
| Aviron                  | Quatre sans barreur poids légers hommes | Kasper Winther Morten Jørgensen Jacob Barsøe Eskild Ebbesen | 6 min 03 s 16 | 2 août     |
| Badminton               | Double mixte                            | Joachim Fischer Nielsen Christinna Pedersen                 |               | 3 août     |
| Voile                   | 49er                                    | Peter Lang Allan Nørregaard                                 | 114 pts       | 8 août     |

## Athlétisme
Les athlètes danois ont jusqu'ici atteint les minima de qualifications dans les épreuves d'athlétisme suivantes (pour chaque épreuve un pays peut engager trois athlètes, à condition qu'ils aient réussi chacun le minimum A de qualification ; un seul athlète par nation est inscrit sur la liste de départ si seuls les minima B sont réussis), :
minimum A réalisé par un athlète800 mètres masculin ;
minima B réalisés par un athlète (ou davantage)
- marathon masculin,
- triple saut masculin,
- lancer du poids masculin,
- marathon féminin,
- 400 mètres haies féminin.

## Aviron
Hommes
| Athlète                                                               | Compétition                      | Séries | Séries | Repêchage | Repêchage | Quarts de finale | Quarts de finale | Demi-finales | Demi-finales | Finales | Finales |
| Athlète                                                               | Compétition                      | Temps  | Rang   | Temps     | Rang      | Temps            | Rang             | Temps        | Rang         | Temps   | Rang    |
| --------------------------------------------------------------------- | -------------------------------- | ------ | ------ | --------- | --------- | ---------------- | ---------------- | ------------ | ------------ | ------- | ------- |
| Henrik Stephansen                                                     | Skiff                            |        |        |           |           |                  |                  |              |              |         |         |
| Rasmus Quist Mads Rasmussen                                           | Deux de couple poids légers      |        |        |           |           | NC               | NC               |              |              |         |         |
| Jacob Barsøe Eskild Ebbesen Morten Jørgensen Kasper Winther Jørgensen | Quatre sans barreur poids légers |        |        |           |           | NC               | NC               |              |              |         |         |

Femmes
| Athlète                             | Compétition                 | Séries | Séries | Repêchage | Repêchage | Quarts de finale | Quarts de finale | Demi-finales | Demi-finales | Finales | Finales |
| Athlète                             | Compétition                 | Temps  | Rang   | Temps     | Rang      | Temps            | Rang             | Temps        | Rang         | Temps   | Rang    |
| ----------------------------------- | --------------------------- | ------ | ------ | --------- | --------- | ---------------- | ---------------- | ------------ | ------------ | ------- | ------- |
| Fie Udby Erichsen                   | Skiff                       |        |        |           |           |                  |                  |              |              |         |         |
| Anne Lolk Juliane Elander Rasmussen | Deux de couple poids légers |        |        |           |           | NC               | NC               |              |              |         |         |

## Badminton
| Athlète                                     | Compétition      | Phase de groupe  | Phase de groupe  | Phase de groupe  | Phase de groupe | 8e de finale     | Quarts de finale | Demi-finales     | Finale           | Finale |
| Athlète                                     | Compétition      | Adversaire Score | Adversaire Score | Adversaire Score | Rang            | Adversaire Score | Adversaire Score | Adversaire Score | Adversaire Score | Rang   |
| ------------------------------------------- | ---------------- | ---------------- | ---------------- | ---------------- | --------------- | ---------------- | ---------------- | ---------------- | ---------------- | ------ |
| Peter Gade                                  | Simple messieurs |                  |                  |                  |                 |                  |                  |                  |                  |        |
| Jan Østergaard Jørgensen                    | Simple messieurs |                  |                  |                  |                 |                  |                  |                  |                  |        |
| Mathias Boe Carsten Mogensen                | Double messieurs |                  |                  |                  |                 | NC               |                  |                  |                  |        |
| Tine Baun                                   | Simple dames     |                  |                  |                  |                 |                  |                  |                  |                  |        |
| Kamilla Rytter Juhl Christinna Pedersen     | Double dames     |                  |                  |                  |                 | NC               |                  |                  |                  |        |
| Kamilla Rytter Juhl Thomas Laybourn         | Double mixte     |                  |                  |                  |                 | NC               |                  |                  |                  |        |
| Joachim Fischer Nielsen Christinna Pedersen | Double mixte     |                  |                  |                  |                 | NC               |                  |                  |                  |        |

## Canoë-kayak

### Course en ligne
Le Danemark a qualifié des bateaux pour les épreuves suivantes :
- K1 - 200 mètres hommes,
- K4 - 1000 mètres hommes,
- K1 - 500 mètres femmes.

## Cyclisme

### Cyclisme sur route
Pour le cyclisme sur route, le Danemark a qualifié quatre hommes et aucune femme. L'équipe masculine est composée de Matti Breschel, Lars Ytting Bak, Jakob Fuglsang et Nicki Sørensen. Ils participent tous à la course en ligne, Lars Ytting Bak et Jakob Fuglsang prenant également part au contre-la-montre.
Hommes
| Athlète         | Compétition      | Temps           | Rang |
| --------------- | ---------------- | --------------- | ---- |
| Lars Ytting Bak | Course en ligne  | 5 h 46 min 37 s | 71e  |
| Lars Ytting Bak | Contre-la-montre | 54 min 33 s 21  | 14e  |
| Matti Breschel  | Course en ligne  | 5 h 46 min 37 s | 42e  |
| Jakob Fuglsang  | Course en ligne  | 5 h 46 min 05 s | 12e  |
| Jakob Fuglsang  | Contre-la-montre | 54 min 34 s 49  | 15e  |
| Nicki Sørensen  | Course en ligne  | 5 h 46 min 37 s | 57e  |

### Cyclisme sur piste
Poursuite
| Athlète                                                             | Compétition                  | Qualification | Qualification | Demi-finales        | Demi-finales | Finale              | Finale |
| Athlète                                                             | Compétition                  | Temps         | Rang          | Adversaire Résultat | Rang         | Adversaire Résultat | Rang   |
| ------------------------------------------------------------------- | ---------------------------- | ------------- | ------------- | ------------------- | ------------ | ------------------- | ------ |
| Casper von Folsach Lasse Norman Hansen Michael Mørkøv Rasmus Quaade | Poursuite par équipes hommes |               |               |                     |              |                     |        |

Omnium
| Athlète             | Compétition   | Tour lancé | Tour lancé | Course aux points | Course aux points | Élimination | Poursuite           | Poursuite | Scratch | Scratch | Contre-la-montre | Contre-la-montre | Total | Rang |
| Athlète             | Compétition   | Temps      | Rang       | Points            | Rang              | Rang        | Adversaire Résultat | Temps     | Rang    | Temps   | Rang             | Rang             | Total | Rang |
| ------------------- | ------------- | ---------- | ---------- | ----------------- | ----------------- | ----------- | ------------------- | --------- | ------- | ------- | ---------------- | ---------------- | ----- | ---- |
| Lasse Norman Hansen | Omnium hommes |            |            |                   |                   |             |                     |           |         |         |                  |                  |       |      |

### VTT
| Athlète        | Compétition              | Temps | Rang |
| -------------- | ------------------------ | ----- | ---- |
| Annika Langvad | Cross-country VTT femmes |       |      |

### BMX
| Athlète            | Compétition | Qualifications | Qualifications | Quarts de finale | Quarts de finale | Demi-finales | Demi-finales | Finale   | Finale |
| Athlète            | Compétition | Résultat       | Rang           | Résultat         | Rang             | Résultat     | Rang         | Résultat | Rang   |
| ------------------ | ----------- | -------------- | -------------- | ---------------- | ---------------- | ------------ | ------------ | -------- | ------ |
| Morten Therkildsen | BMX hommes  |                |                |                  |                  |              |              |          |        |

## Équitation

### Dressage
Le Danemark a qualifié une équipe de dressage ainsi que trois cavaliers pour l'épreuve individuelle de dressage, grâce à sa sixième place au championnat d'Europe de 2011.
| Athlète                                                   | Cheval         | Compétition | 1er tour | 1er tour | 2e tour | 2e tour | 2e tour     | 2e tour | Finale | Finale | Finale      | Finale |
| Athlète                                                   | Cheval         | Compétition | Score    | Rang     | Score   | Rang    | Score total | Rang    | Score  | Rang   | Score total | Rang   |
| --------------------------------------------------------- | -------------- | ----------- | -------- | -------- | ------- | ------- | ----------- | ------- | ------ | ------ | ----------- | ------ |
| Anna Kasprzak                                             | Donnperignon   | Individuel  |          |          |         |         |             |         |        |        |             |        |
| Lisbet Seierskilde                                        | Raneur         | Individuel  |          |          |         |         |             |         |        |        |             |        |
| Anne van Olst                                             | Taikoen        | Individuel  |          |          |         |         |             |         |        |        |             |        |
| Nathalie Zu Sayn-Wittgenstein                             | Digby          | Individuel  |          |          |         |         |             |         |        |        |             |        |
| Anna Kasprzak Anne van Olst Nathalie Zu Sayn-Wittgenstein | Voir ci-dessus | Par équipes |          |          |         |         |             |         |        |        |             |        |

## Gymnastique

### Trampoline
| Athlète      | Compétition | Qualifications | Qualifications | Finale | Finale |
| Athlète      | Compétition | Score          | Rang           | Score  | Rang   |
| ------------ | ----------- | -------------- | -------------- | ------ | ------ |
| Peter Jensen | Hommes      | 104.695        | 10e            | —      | —      |

## Handball
L'équipe masculine s'est qualifiée en remportant le championnat d'Europe 2012. L'équipe féminine par le biais d'un des trois tournois de qualification olympique.

### Tournoi masculin
Classement
| # | Équipe       | Pts | G | N | P | PP  | PC  | Diff |
| - | ------------ | --- | - | - | - | --- | --- | ---- |
| 1 | Croatie      | 10  | 5 | 0 | 0 | 150 | 109 | +41  |
| 2 | Danemark     | 8   | 4 | 0 | 1 | 124 | 129 | -5   |
| 3 | Espagne      | 6   | 3 | 0 | 2 | 140 | 126 | +14  |
| 4 | Hongrie      | 4   | 2 | 0 | 3 | 114 | 128 | -14  |
| 5 | Serbie       | 2   | 1 | 0 | 4 | 120 | 131 | -11  |
| 6 | Corée du Sud | 0   | 0 | 0 | 5 | 115 | 140 | -25  |

|  | Qualifié pour les quarts de finale                                                                             |
|  | Éliminé |
|  | Pts points ; G victoires ; N nuls ; P défaites BP buts marqués ; BC buts encaissés ; Diff différence de points |

Matchs
| 29 juillet 21 h 15 | Hongrie   | 25 - 27   | Danemark | Copper Box, Londres Affluence : 5 000 Arbitrage : N. Lazaar, L. Reveret |
| 29 juillet 21 h 15 | Császár 8 | (10 - 13) | Eggert 9 | Copper Box, Londres Affluence : 5 000 Arbitrage : N. Lazaar, L. Reveret |
| 29 juillet 21 h 15 | ×1 ×7     | Rapport   | ×3 ×5    | Copper Box, Londres Affluence : 5 000 Arbitrage : N. Lazaar, L. Reveret |

| 31 juillet 19 h 30 | Danemark                     | 24 - 23   | Espagne  | Copper Box, Londres Affluence : 4 368 Arbitrage : N. Krstić, P. Ljubič |
| 31 juillet 19 h 30 | Maqueda, Sarmiento, Ugalde 4 | (13 - 12) | Hansen 8 | Copper Box, Londres Affluence : 4 368 Arbitrage : N. Krstić, P. Ljubič |
| 31 juillet 19 h 30 | ×4 ×6                        | Rapport   | ×4 ×1    | Copper Box, Londres Affluence : 4 368 Arbitrage : N. Krstić, P. Ljubič |

| 2 août 19 h 30 | Serbie  | 25 - 26   | Danemark | Copper Box, Londres Affluence : 4 504 Arbitrage : L. Geipel, M. Helbig |
| 2 août 19 h 30 | Vujin 7 | (11 - 13) | Hansen 7 | Copper Box, Londres Affluence : 4 504 Arbitrage : L. Geipel, M. Helbig |
| 2 août 19 h 30 | ×3 ×7   | Rapport   | ×3 ×2    | Copper Box, Londres Affluence : 4 504 Arbitrage : L. Geipel, M. Helbig |

| 4 août 16 h 15 | Croatie                 | 32 - 21  | Danemark           | Copper Box, Londres Affluence : 4 800 Arbitrage : N. Lazaar, L. Reveret |
| 4 août 16 h 15 | Duvnjak, Vori, Horvat 5 | (14 - 9) | Eggert, Lindberg 5 | Copper Box, Londres Affluence : 4 800 Arbitrage : N. Lazaar, L. Reveret |
| 4 août 16 h 15 | ×3 ×2                   | Rapport  | ×3                 | Copper Box, Londres Affluence : 4 800 Arbitrage : N. Lazaar, L. Reveret |

| 6 août 14 h 30 | Danemark          | 26 - 24   | Corée du Sud | Copper Box, Londres Affluence : 4 546 Arbitrage : M Al-Nuaimi, O. A. Omar |
| 6 août 14 h 30 | Jensen, Knudsen 6 | (13 - 14) | Lee, Eom 6   | Copper Box, Londres Affluence : 4 546 Arbitrage : M Al-Nuaimi, O. A. Omar |
| 6 août 14 h 30 | ×4 ×2             | Rapport   | ×2 ×1        | Copper Box, Londres Affluence : 4 546 Arbitrage : M Al-Nuaimi, O. A. Omar |

Quart de Finale
| 8 août 18 h 00 | Suède   | 24 - 22  | Danemark   | Basketball Arena, Londres Affluence : 9 494 Arbitrage : G. Nachevski, S. Nikolov |
| 8 août 18 h 00 | Doder 6 | (11 - 9) | Lindberg 6 | Basketball Arena, Londres Affluence : 9 494 Arbitrage : G. Nachevski, S. Nikolov |
| 8 août 18 h 00 | ×4 ×5   | Rapport  | ×4 ×2      | Basketball Arena, Londres Affluence : 9 494 Arbitrage : G. Nachevski, S. Nikolov |

### Tournoi féminin
Classement
| # | Équipe       | Pts | G | N | P | BP  | BC  | Diff | GAP |
| - | ------------ | --- | - | - | - | --- | --- | ---- | --- |
| 1 | France       | 9   | 4 | 1 | 0 | 125 | 103 | +22  |     |
| 2 | Corée du Sud | 7   | 3 | 1 | 1 | 136 | 130 | +6   | +4  |
| 3 | Espagne      | 7   | 3 | 1 | 1 | 119 | 114 | +5   | -4  |
| 4 | Norvège      | 5   | 2 | 1 | 2 | 118 | 120 | -2   |     |
| 5 | Danemark     | 2   | 1 | 0 | 4 | 113 | 121 | -8   |     |
| 6 | Suède        | 0   | 0 | 0 | 5 | 108 | 131 | -23  |     |

|  | Qualifié pour les quarts de finale |
|  | Pts points ; G victoires ; N nuls ; P défaites BP buts marqués ; BC buts encaissés ; Diff différence de points ; GAP goal avérage particulier |

Matchs
| 28 juillet | Danemark     | 21 - 18  | Suède              | Copper Box, Londres |  |
| 16 h 15    | Rikke Skov 6 | (8 - 10) | Isabelle Gullden 5 |                     |  |
| 16 h 15    | Rapport      |          |                    |                     |  |

| 30 juillet | Corée du Sud | 25 - 24   | Danemark          | Copper Box, Londres |  |
| 11 h 15    | Jo Hyo-bi 5  | (11 - 10) | Pernille Larsen 7 |                     |  |
| 11 h 15    | Rapport      |           |                   |                     |  |

| 1er août | Espagne                 | 24 - 21  | Danemark             | Copper Box, Londres |  |
| 19 h 30  | Marta Mangue Gonzalez 7 | (14 - 9) | Ann Grete Nørgaard 7 |                     |  |
| 19 h 30  | Rapport                 |          |                      |                     |  |

| 3 août  | Danemark             | 23 - 24   | Norvège      | Copper Box, Londres |  |
| 21 h 15 | Ann Grete Nørgaard 9 | (11 - 12) | Heidi Løke 6 |                     |  |
| 21 h 15 | Rapport              |           |              |                     |  |

| 5 août  | Danemark              | 24 - 30   | France       | Copper Box, Londres |  |
| 21 h 15 | Ann Grete Nørgaard 10 | (10 - 17) | Nina Kanto 6 |                     |  |
| 21 h 15 | Rapport               |           |              |                     |  |

## Tennis de table
Hommes
| Athlète       | Compétition | Tour préliminaire | 1er tour         | 2e tour          | 3e tour          | 4e tour          | Quarts de finale | Demi-finales     | Finale           | Finale |
| Athlète       | Compétition | Adversaire Score  | Adversaire Score | Adversaire Score | Adversaire Score | Adversaire Score | Adversaire Score | Adversaire Score | Adversaire Score | Rang   |
| ------------- | ----------- | ----------------- | ---------------- | ---------------- | ---------------- | ---------------- | ---------------- | ---------------- | ---------------- | ------ |
| Allan Bentsen | Simple      |                   |                  |                  |                  |                  |                  |                  |                  |        |
| Michael Maze  | Simple      |                   |                  |                  |                  |                  |                  |                  |                  |        |

Femmes
| Athlète  | Compétition | Tour préliminaire | 1er tour         | 2e tour          | 3e tour          | 4e tour          | Quarts de finale | Demi-finales     | Finale           | Finale |
| Athlète  | Compétition | Adversaire Score  | Adversaire Score | Adversaire Score | Adversaire Score | Adversaire Score | Adversaire Score | Adversaire Score | Adversaire Score | Rang   |
| -------- | ----------- | ----------------- | ---------------- | ---------------- | ---------------- | ---------------- | ---------------- | ---------------- | ---------------- | ------ |
| Mie Skov | Simple      |                   |                  |                  |                  |                  |                  |                  |                  |        |

## Tir
Le Danemark a un quota de cinq places qualificatives.
Hommes
| Athlète        | Compétition                | Qualification | Qualification | Finale | Finale            |
| Athlète        | Compétition                | Points        | Rang          | Points | Rang              |
| -------------- | -------------------------- | ------------- | ------------- | ------ | ----------------- |
| Anders Golding | Skeet                      | 122           | 2e            | 146    | Médaille d'argent |
| Jesper Hansen  | Skeet                      | 113           | 26e           | NC     | NC                |
| Torben Grimmel | Carabine à 50 m tir couché |               |               |        |                   |

Femmes
| Athlète        | Compétition                  | Qualification | Qualification | Finale | Finale |
| Athlète        | Compétition                  | Points        | Rang          | Points | Rang   |
| -------------- | ---------------------------- | ------------- | ------------- | ------ | ------ |
| Stine Andersen | Carabine à 10 m air comprimé | 393           | 30e           | NC     | NC     |
| Stine Nielsen  | Carabine à 10 m air comprimé | 397           | 9e            | NC     | NC     |

## Tir à l'arc
| Athlète                                       | Compétition        | Tour préliminaire | Tour préliminaire | 1er tour         | 2e tour          | 3e tour          | Quarts de finale | Demi-finales     | Finale           | Finale |
| Athlète                                       | Compétition        | Score             | Rang              | Adversaire Score | Adversaire Score | Adversaire Score | Adversaire Score | Adversaire Score | Adversaire Score | Rang   |
| --------------------------------------------- | ------------------ | ----------------- | ----------------- | ---------------- | ---------------- | ---------------- | ---------------- | ---------------- | ---------------- | ------ |
| Carina Christiansen                           | Individuel femmes  |                   |                   |                  |                  |                  |                  |                  |                  |        |
| Maja Jager                                    | Individuel femmes  |                   |                   |                  |                  |                  |                  |                  |                  |        |
| Louise Laursen                                | Individuel femmes  |                   |                   |                  |                  |                  |                  |                  |                  |        |
| Carina Christiansen Maja Jager Louise Laursen | Par équipes femmes |                   |                   | NC               | NC               |                  |                  |                  |                  |        |